# Fährschiff Typ 00
Das Fährschiff Typ 00 war ein Schiffstyp der HADAG Seetouristik und Fährdienst AG, der in den 1950er-Jahren für den Einsatz im Hamburger Hafen entwickelt wurde. Der Typ 00 war Teil des Typschiffsprogramms. Die Motorbarkassen für bis zu 60 Personen wurden für den Zubringerdienst zu im Hafen liegenden Seeschiffen gebaut. Daneben wurden sie im planmäßigen Hafenverkehr auf den Fährlinien eingesetzt, wenn nach Feierabend die Fahrgastzahlen zurückgingen.

## Allgemeine Daten
Die Entwicklung des Schiffstyps 00 ging auf ein Neubauprogramm der HADAG zurück, das Ende der 1940er-Jahre geplant wurde, um die veraltete Flotte der Reederei zu ersetzen. Geplant waren fünf Hauptschiffstypen, die auf bestimmte Anforderungen des Hafenverkehrs zugeschnitten waren. Dazu gehörte der Jollenführerdienst, für den die Barkassen des Typs 00 gebaut wurden. Jollenführerdienst bezeichnet den Zubringerdienst zu an Dalben mitten im Hafenbecken liegenden Seeschiffen ohne Landgang.
Entsprechend dem Einsatzzweck erhielten die drei gebauten Schiffe die Namen Jollenführer 1 bis 3. Jollenführer gefolgt von einer Nummer war bei der HADAG ein häufiger Name für Schiffe mit diesem Aufgabenprofil. 1976 erhielten die Barkassen Namen bekannter Figuren des Dichters Wilhelm Busch.
Ab den 1970er-Jahren bis zu ihrer Außerdienststellung wurden die Barkassen von der HADAG auch für Hafenrundfahrten eingesetzt.

## Technische Daten
Die Barkassen waren 17,65 Meter lang und 4,00 Meter breit. Der Tiefgang betrug 1,35 Meter, die Seitenhöhe 1,9 Meter. Die Schiffe waren flach gebaut, um die Brücken im Hafen unterfahren zu können. Sie waren mit einem MAN-Schiffsdieselmotor mit vier Zylindern und einer Leistung von 80 PS ausgerüstet. Der Motor trieb über ein Getriebe direkt den Propeller an. Die erreichte Geschwindigkeit betrug 9,5 Knoten.
1978 wurde auf den Schiffen eine Radaranlage nachgerüstet.

## Schiffe
Jedes der drei Schiffe wurde auf einer anderen Hamburger Werft gebaut. Jollenführer 1 lief am 19. Juli 1956 unter der Baunummer 385 bei Scheel & Jöhnk in Harburg vom Stapel, wurde am 19. September 1956 abgeliefert und am 21. September 1956 mit der Nummer 19 289 in das Binnenschiffsregister eingetragen. Die Barkasse wurde am 8. Januar 1976 in Hans Huckebein nach der Titelfigur der Bildergeschichte „Hans Huckebein, der Unglücksrabe“ umbenannt.
Jollenführer 2 entstand unter der Baunummer 50 bei J.C. & H.C. Kiehn und wurde am 21. März 1957 an die HADAG abgeliefert. In das Binnenschiffsregister wurde es mit der Nummer 19 337 eingetragen. Das Schiff wurde am 8. Januar 1976 in Moritz (nach der Figur in „Max und Moritz“) umbenannt. Zuletzt war es unter dem Namen Pema in Glückstadt als Lotsenversetzboot im Einsatz. Im dortigen Außenhafen sank es in der Nacht zum 11. August 2006. Das Schiff wurde im März 2008 von einer Eignergemeinschaft übernommen und sollte wieder fahrfähig instand gesetzt werden. Dies war nach 3000 Arbeitsstunden im Mai 2013 geschafft.
Die Jollenführer 3 wurde 1956 unter der Baunummer 76 bei Pohl & Jozwiak gebaut und am 20. Juni 1956 an die HADAG übergeben. Das Schiff wurde zweimal umbenannt, am 8. Januar 1976 in Tobias Knopp (nach der Hauptfiguer der Knopp-Trilogie) und am 21. Oktober 1981 nach dem in Hamburg geborenen Schriftsteller Wolfgang Borchert. 1993 wurde der Name von einem neu gebauten Fährschiff der HADAG übernommen.

### Bauliste
| Schiffsname    | Indienst- stellung | Außerdienst- stellung | Bauwerft (Baunummer)     | Umbenennung (Jahr)                                               | Verbleib                                                     | Zustand / Nutzung |
| -------------- | ------------------ | --------------------- | ------------------------ | ---------------------------------------------------------------- | ------------------------------------------------------------ | ----------------- |
| Jollenführer 3 | 1956               | 1993                  | Pohl & Jozwiak (76)      | Tobias Knopp (1976–1981), Wolfgang Borchert (1981–1993), Iyjonne | Oortkaten                                                    | privat            |
| Jollenführer 2 | 1957               | 1980                  | J. C. & H. C. Kiehn (50) | Moritz (1976), Pema                                              | Glückstadt (Lotsenversetzboot, bis 2006), später Beidenfleth | aufgelegt         |
| Jollenführer 1 | 1956               | 1993                  | Scheel & Jöhnk (385)     | Hans Huckebein (1976–1993)                                       |                                                              |                   |